# Edward Victor Appleton
Sir Edward Victor Appleton GBE KCB FRS (ngày 06 tháng 9 năm 1892 - ngày 21 tháng 4 năm 1965) là một nhà vật lý học người Anh. Ông đoạt Giải Nobel Vật lý năm 1947 và là người tiên phong trong lĩnh vực vật lý học vô tuyến. Ông đã học và cũng được làm việc như một kỹ thuật viên phòng thí nghiệm, tại Đại học Bradford từ năm 1909 đến năm 1911.

## Tiểu sử

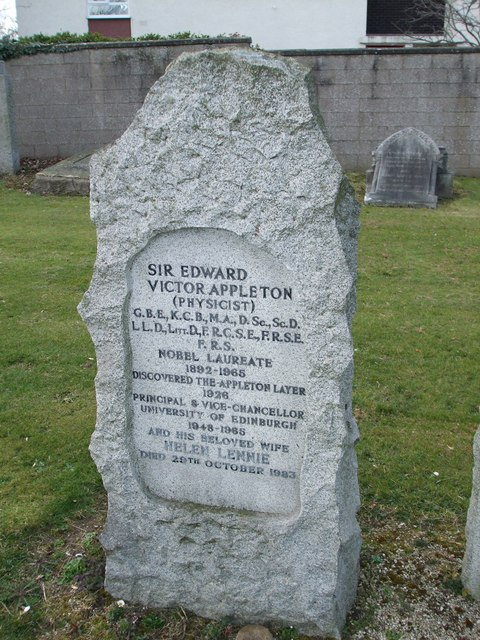
Mộ của Edward Victor Appleton, Nghĩa trang Morningside, Edinburgh

Appleton sinh ra ở Bradford, Tây Yorkshire là con trai của Peter Appleton, một nhân viên kho hàng và Mary Wilcockc ông được học tại trường Hanson Grammar.
Vào năm 1911, ông giành được học bổng trường Đại học St John, Cambridge ở tuổi 18. Ông tốt nghiệp với hạng nhất ngành khoa học tự nhiên về vật lý vào năm 1913. Ông cũng là thành viên của Nhà hiệu trưởng Đại học Isaac Newton. Trong cuộc chiến tranh thế giới thứ nhất, ông gia nhập Trung đoàn Riding Tây và sau đó chuyển sang cho các Kỹ sư Hoàng gia. Sau khi trở về rời quân ngũ từ thế chiến I, Appleton đã trở thành trợ lý phòng thí nghiệm trong vật lý thực nghiệm tại Phòng thí nghiệm Cavendish vào năm 1920. Năm 1922, ông được bắt đầu vào Hội Tam điểm. Ông là giáo sư vật lý tại Đại học Hoàng đế Luân Đôn (1924-1936) và là giáo sư triết học tự nhiên tại trường Đại học Cambridge (1936-1939). Từ 1939 đến 1949, ông là thư ký của Cục Nghiên cứu khoa học và công nghiệp. Phong tước hiệp sĩ vào năm 1941, ông đã nhận được giải Nobel Vật lý năm 1947 cho những đóng góp của ông các kiến thức về tầng điện li, dẫn đến sự phát triển của radar.
Edward được chôn cất tại Nghĩa trang Morningside của Edinburgh cùng với vợ là Helen Lennie (mất năm 1983). Ngôi mộ nằm về phía cực Tây gần khu nhà mới về phía Tây Bắc.